# George Wick

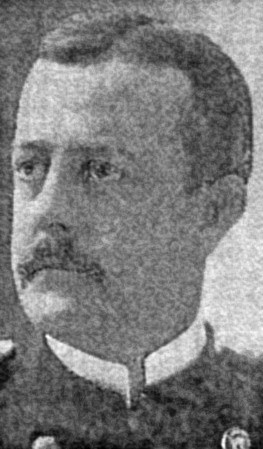
Foto aus dem Youngstown Daily Vindicator, 19. April 1912

George Dennick Wick (* 24. Juni 1854 in Youngstown, Ohio, USA; † 15. April 1912 im Nordatlantik beim Untergang der Titanic) war ein US-amerikanischer Industrieller und Gründer der Youngstown Iron Sheet and Tube Company, einem der seinerzeit größten Stahlhersteller der Welt.

## Werdegang
George Wick wurde 1854 in Youngstown, Ohio als drittes von fünf Kindern von Paul Wick (1824–1890) und dessen Frau Susan Abigail Bull (1826–1882) geboren. Seine Geschwister waren Myron, Alice, Harriet und Frederick. Der Vater war ein erfolgreicher Minenbesitzer, Eisenfabrikant und Großgrundbesitzer, der bei den Republikanern und auch im örtlichen Stadtrat aktiv war. Die Eltern gehörten der First Presbyterian Church an.
Youngstown war im 19. Jahrhundert ein Zentrum der Kohleförderung und Eisenproduktion, sodass auch Wick in diesem Feld aktiv wurde. Zusammen mit seinem Geschäftspartner James Anson Campbell, dem späteren Direktor des American Iron and Steel Institute, führte er mehrere Projekte aus. 1895 gründeten die beiden die Mahoning Valley Iron Company, mit Wick als Präsidenten. Als das Unternehmen 1900 von der Republic Iron and Steel Company übernommen wurde, stiegen die beiden aus. Um die Jahrhundertwende kam es in der Region zu einem Trend weg vom Eisen und hin zum Stahl. Zudem kam es zu einer Welle von Konsolidierungen, sodass viele örtliche Unternehmen unter staatliche Kontrolle gerieten. US Steel vereinnahmte beispielsweise im Jahr 1901 Youngstowns größten Stahlhersteller, die National Steel Company.
1900 gründeten Wick und Campbell in Youngstown die Youngstown Iron Sheet and Tube Company mit einem Startkapital von 600.000 US-Dollar, wiederum mit Wick in der Funktion des Firmenpräsidenten. Das Unternehmen entwickelte sich zu einem der weltweit größten Stahlproduzenten und bestand bis 1977. 1904 löste Campbell Wick als Präsidenten ab, da dieser aus gesundheitlichen Gründen ausschied. Einige Jahre später kehrte er aber zu dem Unternehmen zurück.

## Familie
Am 1. Oktober 1877 heiratete George Wick in Ohio die sieben Jahre jüngere Mary Caroline Chamberlain, die am 2. März 1893 im Alter von 32 Jahren verstarb. Aus dieser Ehe stammte die Tochter Mary Natalie Wick (1880–1944). Drei Jahre später heiratete er Mary Peebles Hitchcock (1866–1920), mit der er 1897 einen Sohn bekam, George Dennick Wick, Jr. († 1975).

## Tod
Im Frühjahr 1912 machte Wick Urlaub in Europa, um seine angeschlagene Gesundheit wiederherzustellen. Er wurde von seiner Tochter Natalie, seiner Frau Mary sowie von der Tochter einer Cousine, Caroline Bonnell und deren Tante Elizabeth Bonnell begleitet. Am 10. April 1912 ging die Gruppe als Passagiere Erster Klasse in Southampton an Bord des neuen Luxusdampfers Titanic, der zu seiner Jungfernfahrt nach New York auslief.
Als die Titanic am späten Abend des 14. April 1912 mit dem Eisberg kollidierte, waren George und Mary Wick in ihrer Kabine und spürten den Aufprall. Wick dachte, dass ein Kessel explodiert sei. Kurz darauf erschienen Natalie und Caroline und teilten mit, dass man ihnen geraten hatte, sich mit Schwimmwesten an Deck zu begeben. Wick glaubte nicht daran, dass etwas Ernstes passiert war. Die vier Frauen bestiegen Rettungsboot Nr. 8 auf der Backbordseite, das die Titanic um 01.10 Uhr mit vielen freien Plätzen verließ. George Wick wurde zuletzt gesehen, wie er ihnen hinterherwinkte. Er kam bei dem Untergang ums Leben; seine Leiche wurde nie gefunden.
In Youngstowns Schulen, Fabriken, Geschäften und öffentlichen Gebäuden wurden am 24. April 1912 um 11 Uhr fünf Schweigeminuten zu Ehren des prominenten Bürgers der Stadt abgehalten. Die Flaggen wurden auf halbmast gesetzt. Auf dem örtlichen Oak Hill Cemetery wurde später ein Denkmal für ihn errichtet.